# Transfiguratiekathedraal (Toljatti)
De Transfiguratiekathedraal (Russisch: Спасо-Преображенский собор) is een Russisch-orthodoxe kathedraal in de Russische stad Toljatti. De bouw van de kathedraal kwam in 2002 gereed en werd vernoemd naar de transfiguratie van de Heer.

## Bouw
Voor de bouw van de kathedraal werden erediensten in de wijk gevierd in een gewoon appartement met een bordje op de deur waarop "Kathedraal van de Transfiguratie" stond geschreven. Slechts 24 personen konden een dienst bijwonen. Tijdens de communistische coup van 1991 besloot de raad van Toljatti een kerkcomplex te bouwen bestaande uit een kathedraal, een doopkapel en een klokkentoren. De oorspronkelijke bedoeling was om de kathedraal aan de oever van de Wolga te bouwen, echter later verschoof het bouwterrein meer naar de woonwijk. De hoofdarchitect was Dimitri Sokolo. Technische tekeningen werden ontwikkeld door de in Toljatti gevestigde bedrijven Motor–Invest en Hydroassembly. De bouw werd uitgevoerd door autofabrikant AvtoVAZ in nauwe samenwerking met de aartspriester Valeri Marsjenko. In juni 1992 begonnen de bouwwerkzaamheden met de oprichting van een kerk ter ere van Johannes de Doper en de behuizing voor de geestelijkheid. De bouw van de kathedraal begon in 1996 en werd voltooid in 2002. Op 19 augustus 2002 werd de kathedraal ingewijd door aartsbisschop Sergius van het diocees Samara-Syzran. Het hoofdaltaar van de kathedraal is gewijd aan de transfiguratie van de Heer.
Er is echter tot op heden nog geen aanvang gemaakt met de bouw van de klokkentoren. De tekeningen voorzien in een toren van 76 meter hoog met liftvoorziening en een uitkijkpost.

## Architectuur
De kathedraal heeft een oppervlakte van 2.800 vierkante meter en er is plaats voor meer dan 3.000 gelovigen. De hoogte tot de top van het kruis van de hoofdkoepel is 62 meter. De iconostase reikt tot 15 meter. De vijf koepels zijn verguld en met roestvrij staal afgedekt, de kruisen werden van hetzelfde materiaal gemaakt. De centrale koepel weegt 26 ton, hetgeen voor de plaatsing een speciale kraan vereiste. Dertien enorme kroonluchters voorzien de kerk van licht. De vloer is belegd met mozaïeken van twaalf verschillende soorten marmer. Technisch is de kathedraal van veel moderne snufjes voorzien; er is apparatuur aanwezig voor radio-uitzending en er zijn andere communicatievoorzieningen, de kerk heeft alarm- en ventilatiesystemen en buitenschijnwerpers.

## Bijzonderheden
In 2006 ontving de kathedraal een van de belangrijkste relikwieën uit de christelijke wereld: de rechterhand van Johannes de Doper.

## Externe links

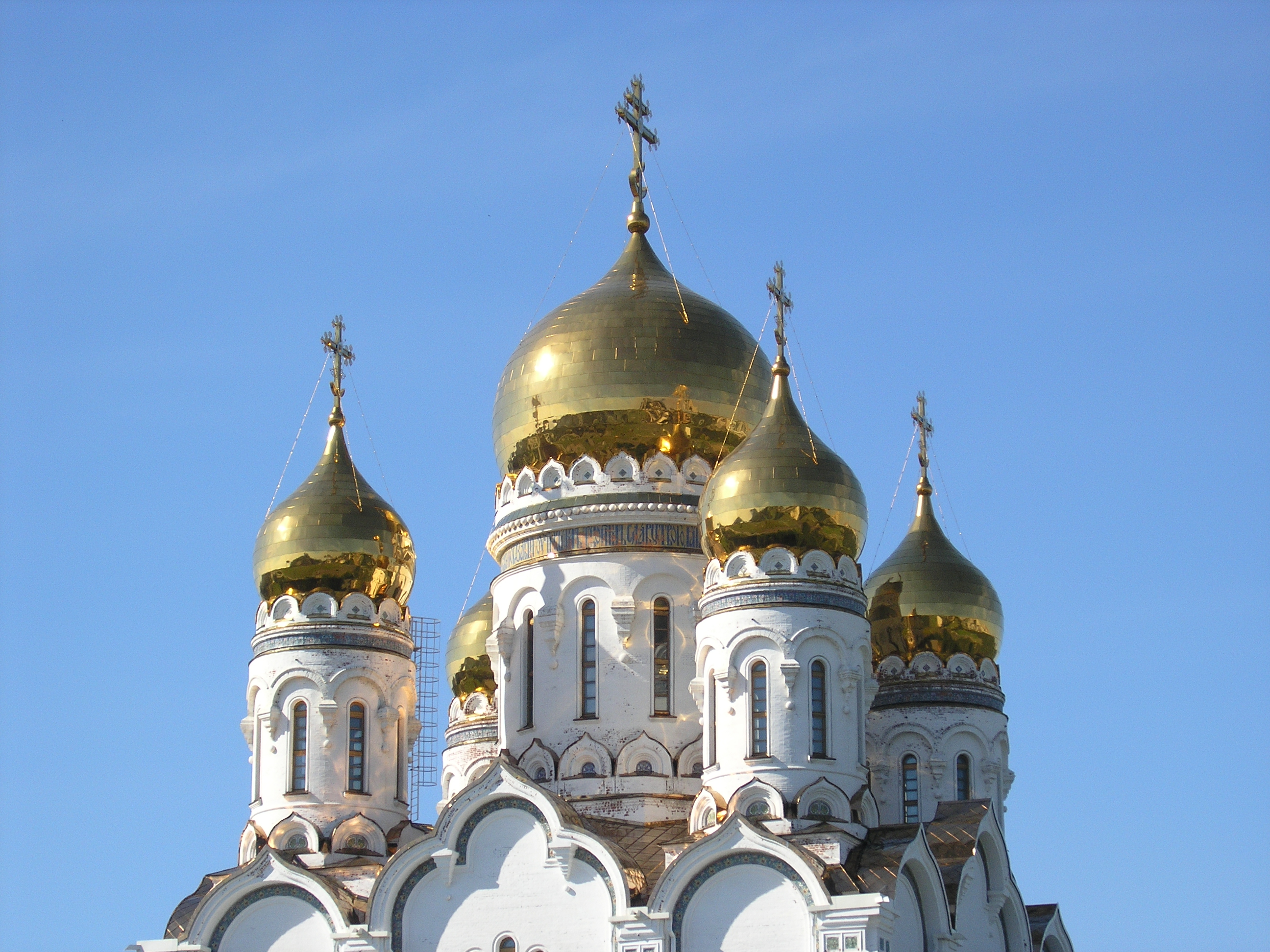
De koepels
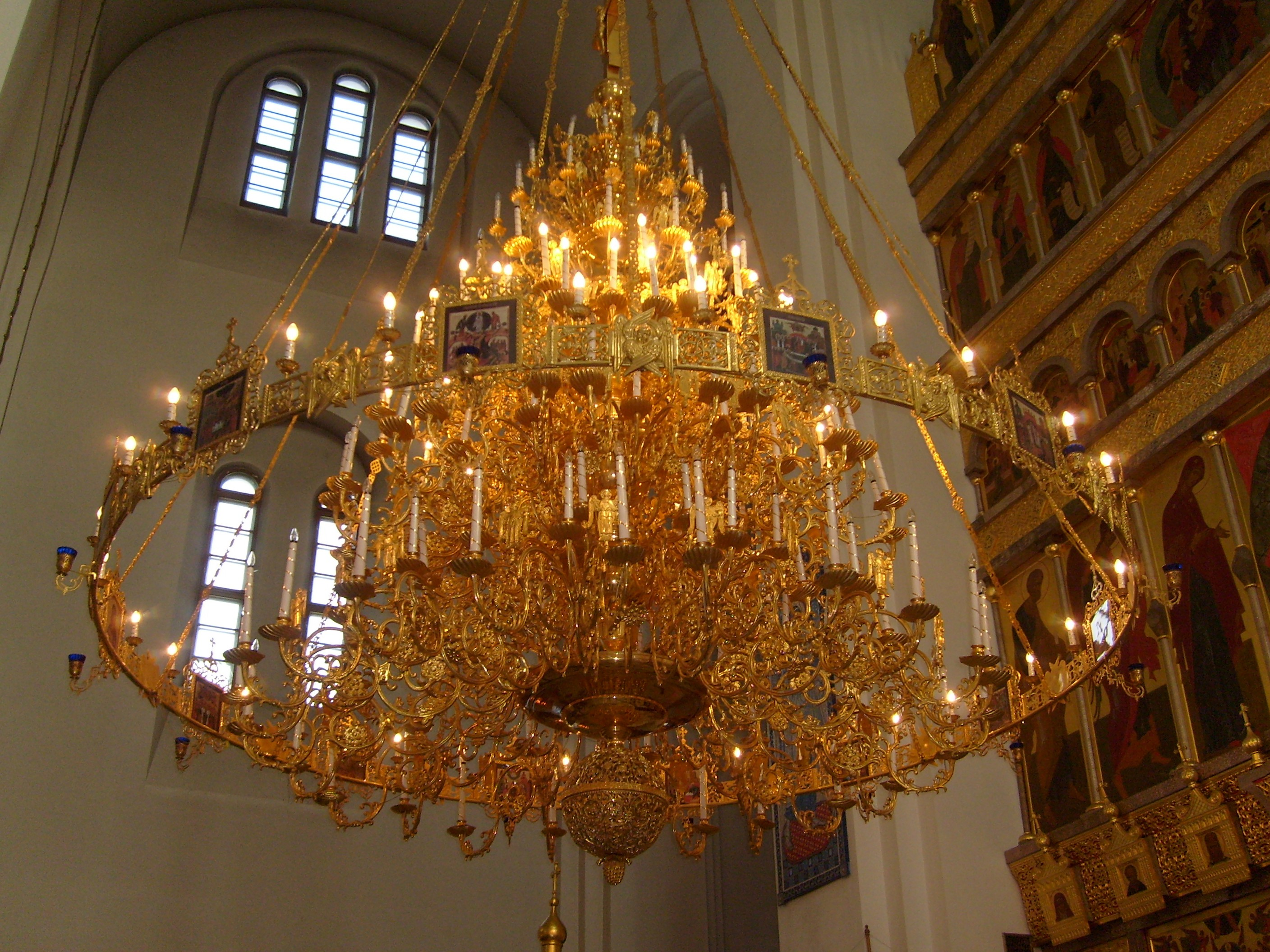
Een van de 13 kroonluchters